# Valeria Chiliquinga
Valeria Chiliquinga (* 27. Februar 1991) ist eine ecuadorianische Leichtathletin, die sich auf den Hammerwurf spezialisiert hat.

## Sportliche Laufbahn
Erste internationale Erfahrungen sammelte Valeria Chiliquinga im Jahr 2010, als sie bei den U23-Südamerikameisterschaften, die im Zuge der Südamerikaspiele in Medellín stattfanden, mit einer Weite von 52,72 m den vierten Platz belegte. Zwei Jahre später gewann sie dann bei den U23-Südamerikameisterschaften in São Paulo mit 58,63 m die Bronzemedaille hinter ihrer Landsfrau Zuleima Mina und Mariana Marcelino aus Brasilien. 2013 belegte sie bei den Südamerikameisterschaften in Cartagena mit 60,58 m den sechsten Platz und anschließend wurde sie auch bei den Juegos Bolivarianos in Trujillo mit 58,76 m Sechste. Im Jahr darauf erreichte sie bei den Ibero-Amerikanischen Meisterschaften in São Paulo mit 62,57 m Rang vier und 2015 klassierte sie sich bei den Südamerikameisterschaften in Lima mit 61,30 m auf dem fünften Platz. Auch bei den Südamerikameisterschaften in Luque wurde sie mit einem Wurf auf 58,98 m Fünfte und belegte anschließend bei den Juegos Bolivarianos in Santa Marta mit 61,44 m Vierte. 2018 nahm sie erneut an den Südamerikaspielen in Cochabamba teil und gewann dort mit einer Weite von 66,77 m die Bronzemedaille hinter der Argentinierin Jennifer Dahlgren und Rosa Rodríguez aus Venezuela. Anschließend belegte sie bei den Ibero-Amerikanischen Meisterschaften in Trujillo mit 66,54 m den vierten Platz.
2019 belegte sie bei den Südamerikameisterschaften in Lima mit 64,50 m den vierten Platz und anschließend erreichte sie bei den Panamerikanischen Spielen ebendort mit 66,11 m Rang fünf. 2021 wurde sie dann bei den Südamerikameisterschaften in Guayaquil mit 61,91 m ebenfalls Fünfte.
2021 wurde Chiliquinga ecuadorianische Meisterin im Hammerwurf.